# Apocalipsis 18

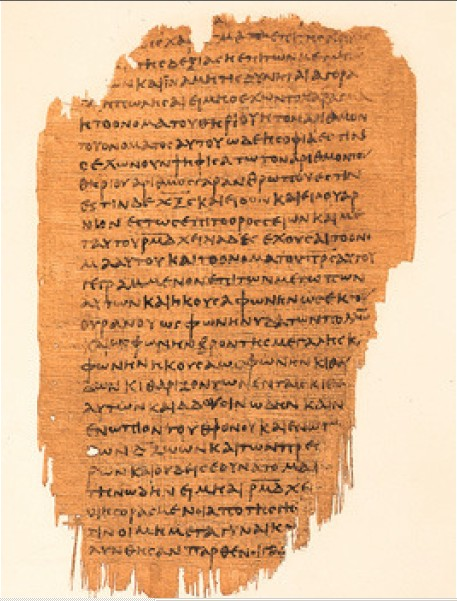
Apocalipsis 13: 16-14: 4 sobre Papiro 47 del.

Apocalipsis 18 es el decimoctavo capítulo del Libro de la Revelación o el Apocalipsis de Juan en el Nuevo Testamento de la Biblia cristiana.  El libro se atribuye tradicionalmente a Juan el Apóstol, pero la identidad precisa del autor sigue siendo un punto de debate académico.  Este capítulo describe la caída de Babilonia la Grande. 

## Texto
- El texto original está escrito en griego koiné.
- Algunos de los manuscritos más antiguos que contienen este capítulo son: 
  - Codex Sinaiticus (330-360 dC)
  - Codex Alexandrinus (ca.  400-440 dC)
  - Codex Ephraemi Rescriptus (ca.  Dc 450; existente: versículos 3-24)
- El Libro de la Revelación falta en el Codex Vaticanus .[4]
- Este capítulo está dividido en 24 versículos.